# Ènnom
Ènnom (en grec antic Ἔννομος Ennomos), és el nom de diversos personatges de la guerra de Troia segons explica Homer a la Ilíada.

## Personatges
Sota aquest nom trobem:
- Ènnom: augur i cap dels misis[1]
- Ènnom: guerrer troià.[2]

Un asteroide (4709) Ennomos porta el seu nom

### Ènnom deMísia
Va ser cridat a la Guerra de Troia pel rei Tèlef, que era parent i aliat de Príam. Ènnom era un augur que profetitzava mirant els vols dels ocells. Va ser recolzat i alabat per Hèctor en nombroses batalles pel seu valor i audàcia, però no va ser capaç de preveure la seva pròpia mort a mans d'Aquil·les.

### Ènnom de Troia
Va ser un guerrer mort per Odisseu.